# Los Beatles (álbum)
Los Beatles es un álbum recopilatoro de The Beatles lanzado originalmente en Argentina en 1965 por el dúo de sellos Odeon-EMI. Esta recopilación se destaca por tener algunos de aquellos sencillos que no se editaban en los álbumes, como fue el caso de "I Feel Fine".
Fue el primer álbum recopilatorio de The Beatles en Argentina.

## Lista de canciones
Todas las canciones fueron compuestas por Lennon/McCartney excepto donde se indique:
| Lado uno |                                                                         |          |  |
| N.º      | Título                                                                  | Duración |  |
| 1.       | «Ticket To Ride»                                                        | 3:10     |  |
| 2.       | «From Me To You»                                                        | 1:55     |  |
| 3.       | «Thank You Girl»                                                        | 2:05     |  |
| 4.       | «She's A Woman»                                                         | 3:03     |  |
| 5.       | «I Feel Fine»                                                           | 2:18     |  |
| 6.       | «Long Tall Sally (Enotris Johnson, Robert Blackwell, Richard Penniman)» | 2:07     |  |

| Lado dos |                              |          |  |
| N.º      | Título                       | Duración |  |
| 1.       | «She Loves You»              | 2:17     |  |
| 2.       | «I'll Get You»               | 2:06     |  |
| 3.       | «I Want To Hold Your Hand»   | 2:24     |  |
| 4.       | «This Boy»                   | 2:16     |  |
| 5.       | «Slow Down (Larry Williams)» | 2:56     |  |
| 6.       | «Matchbox (Carl Perkins)»    | 1:57     |  |